# Drūkšiai
Il lago Drūkšiai, anche noto come Drysviaty o Drysvyaty, o ancora Drisvyaty (in bielorusso Дрысвяты, pronuncia drɨˈsʲvʲatɨ, in russo Дрисвяты) è il più ampio tra i laghi di Brasłaŭ: la maggior parte dello specchio d’acqua si trova nel nord-est della Lituania (contea di Utena), mentre una parte è compresa nella regione di Vicebsk in Bielorussia e rientra in un’area protetta. L’acqua è stata anche utilizzata per raffreddare i reattori della centrale nucleare di Ignalina.
La profondità massima del lago è di 33,3 m, quella media 7,6 m. Il bacino del lago ha origine glaciale e copre una superficie assai ampia, specie nel Paese baltico, di due vecchi ghiacciai congiunti. La profondità massima del primo è di 29 m, il secondo, come detto, 33,3 m: il punto più basso è situato nella parte meridionale del lago. La profondità media oscilla variamente tra i 3 e i 7 metri.
Sei piccoli fiumi confluiscono nel lago, mentre vi è un solo emissario.
Il lago non è lontano da Visaginas e Zarasai, dalla città lettone Daugavpils e dal centro abitato bielorusso Braslaŭ.